# Alfa Romeo MiTo
L'Alfa Romeo MiTo è un'automobile del segmento B prodotta dalla casa automobilistica italiana Alfa Romeo dal 2008 al 2018 nello stabilimento di Mirafiori.
Il nome MiTo deriva dall'unione delle due sigle automobilistiche delle città italiane di Milano e Torino ed è stato assegnato dall'azienda al progetto Junior, il cui codice di fabbrica è ZAR 955.
Nel luglio 2018, dopo dieci anni di carriera, l'automobile cessa di essere prodotta nella fabbrica di Mirafiori come stabilito alla fine di aprile dello stesso anno da un accordo tra il Gruppo FCA e i sindacati, ma rimane in vendita fino al 2019 per smaltire lo stock di vetture rimaste invendute. A tutt'oggi risulta l'unica vettura utilitaria prodotta da Alfa Romeo nella sua storia.

## Il contesto
La MiTo è una vettura compatta a due volumi basata sul nuovo pianale modulare "Small" debuttato nel 2005 con la Fiat Grande Punto, con la quale condivide alcuni motori, fra i quali il 1.4 T-jet benzina da 155 cavalli della versione Abarth, anche se il risultato complessivo è stato differenziato grazie al design frutto del Centro Stile Alfa Romeo di Arese, chiaramente ispirato alla 8C Competizione. Questo modello, a trazione anteriore, si posiziona nel segmento di mercato B premium; la più diretta concorrente sul mercato della MiTo è la Audi A1.

## I nomi del progetto 955

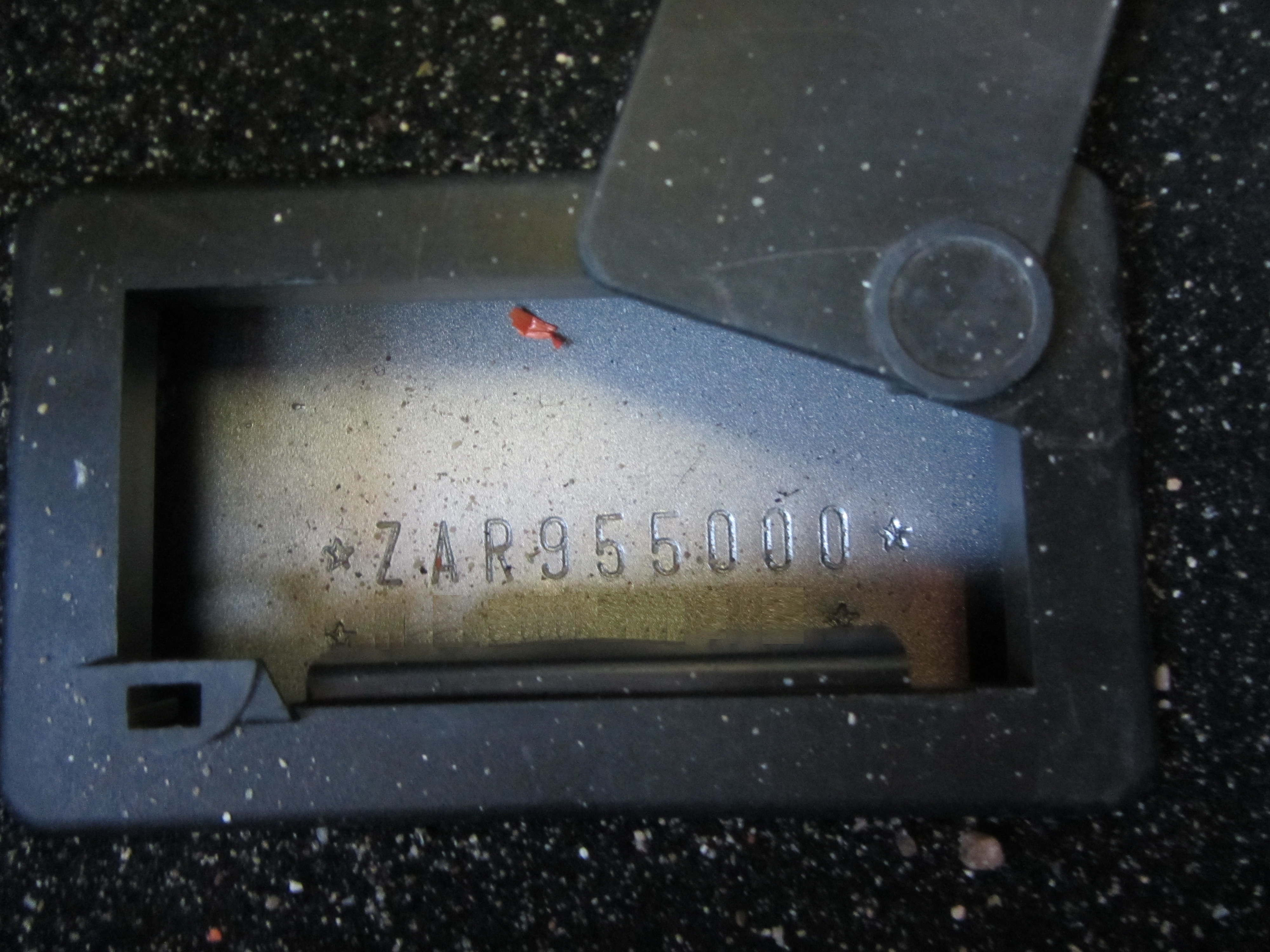
il nome di progetto ZAR 955 impresso sul telaio di una Mito

Il progetto tecnicamente chiamato ZAR 955, già al suo lancio è stato denominato informalmente anche Junior, nome che è stato ben apprezzato. Anche se dichiarato non ufficiale, tale nome ha accompagnato la vettura per tutto il suo periodo pre produttivo, anche dopo il concorso Alfanaming. I vertici Alfa Romeo non hanno però adottato questa denominazione, in quanto vi erano dei problemi di registrazione del nome.

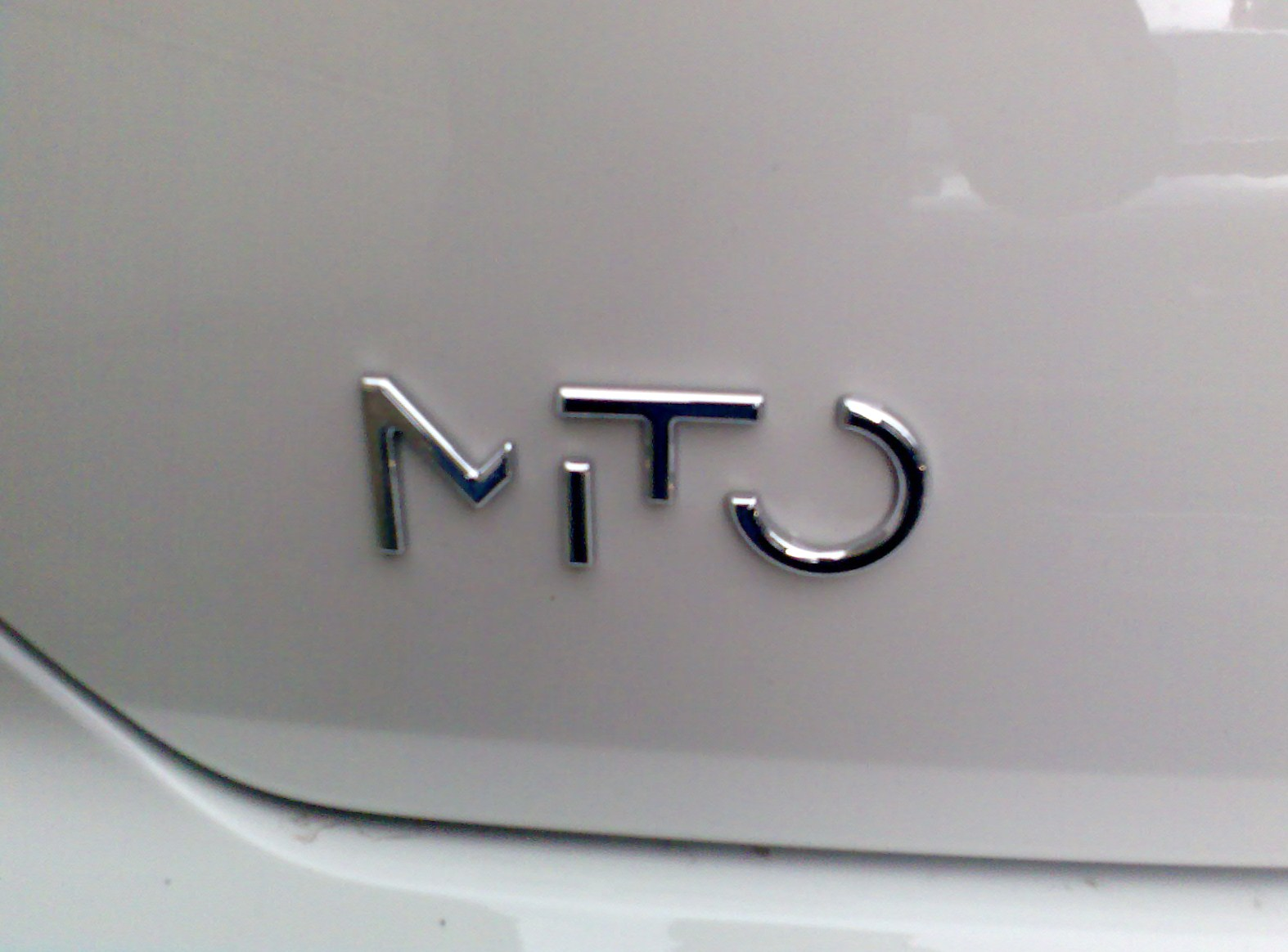
Il logo del modello usato prima del restyling del 2016

Il progetto è nato nel 2006 ma prese piede commercialmente nel 2007 con una serie di eventi: la strategia pubblicitaria, come è stato fatto con la Fiat Bravo, è stata affidata al web inizialmente con il blog progetto955.it; successivamente è stato effettuato un concorso online (chiamato Alfanaming) pubblicizzato nel mondo tramite svariate riviste automobilistiche (Quattroruote per l'Italia, Auto Motor und Sport per la Germania, Autopista per la Spagna, Automobile Magazine per la Francia, Top Gear per la Gran Bretagna e Car Graphic per il Giappone) in cui è stato possibile, previa registrazione, suggerire un nome per la nuova Alfa Romeo, partecipando così a un concorso che regalava al vincitore una Alfa Romeo Spider.
Il concorso Alfanaming ha partorito il nome Furiosa, vincitore della selezione, il nome però non è piaciuto ai vertici della casa milanese che lo ha scartato appena il concorso si è concluso.
Dopo la bocciatura del nome Furiosa, il Progetto 955 ha continuato a chiamarsi Junior fino al comunicato ufficiale, divulgato da Quattroruote il 13 marzo 2008, del nuovo nome MiTo (inizialmente con un punto a separare le due sigle di provincia, Mi.To, poi eliminato con la scelta del logo definitivo). Tale nome però, era precedentemente già trapelato nella stampa di settore come oggetto di rumor e circolava anzitempo tra gli addetti al settore.
L'Alfa Junior era attesa per il salone dell'automobile di Ginevra 2008 al quale non si presentò, svelandosi al pubblico solamente tramite il web il giorno 14 marzo 2008 col il nome MiTo, mentre la sua presentazione dal vivo è avvenuta il 18 marzo con l'esposizione di alcuni esemplari di preserie a Balocco. La sua presentazione ufficiale alla stampa è avvenuta invece nel mese di giugno 2008, mentre per la commercializzazione venne scelto il mese di luglio.
Con questo nome oltre a giocare al doppio significato della parola Mito si è voluto rendere omaggio all'Asse Milano-Torino dal quale è nato questo nuovo progetto, dove Milano rappresenta l'Alfa Romeo e Torino rappresenta la produzione del Lingotto. Nei paesi francofoni il nome "Mito" fa assonanza con la parola "mytho" sinonimo di "mythomane".

## Design

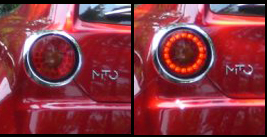
I gruppi ottici posteriori dell'Alfa Romeo MiTo

L'impronta stilistica, decisamente sportiva, è caratterizzata da una linea aggressiva e pronunciata nelle forme che viene addolcita dall'espressione "socievole" dei gruppi ottici posteriori di forma circolare che richiamano la fuoriserie "8C" di casa Alfa Romeo, come anche la scelta del colore rosso al momento delle foto ufficiali; il lunotto perde il classico disegno a V presente nelle ultime berline compatte Alfa Romeo come le Alfa 147 e Alfa 145 per adottare una nuova linea molto tesa, che segue le bombature della porta bagagliaio.

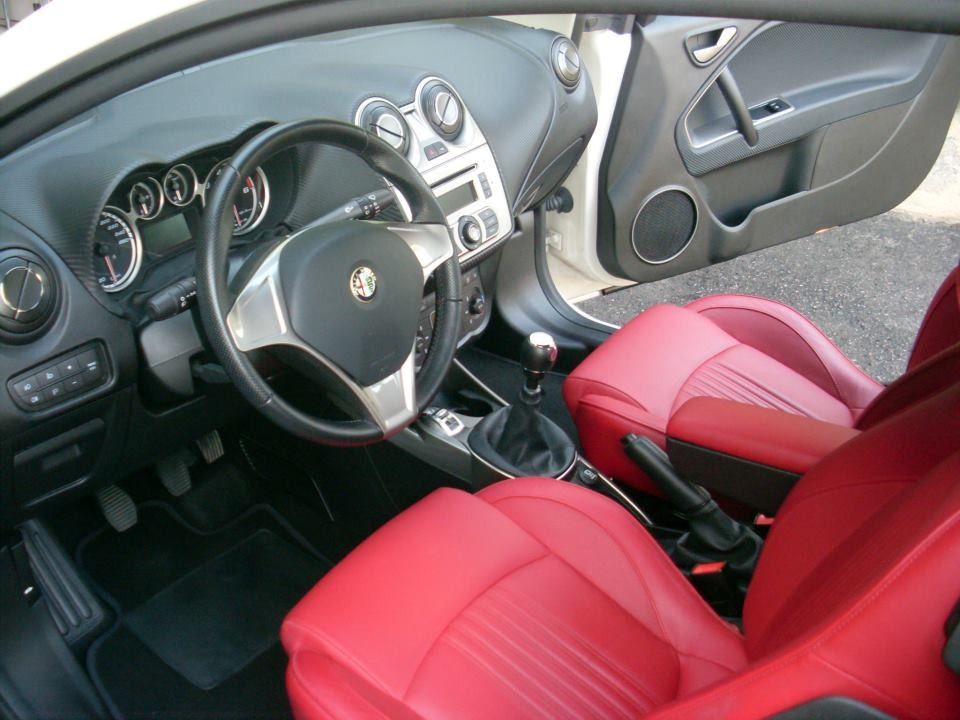
Interni della vettura

I gruppi ottici posteriori sono racchiusi in un disegno perfettamente circolare, anche questo elemento è molto distintivo, poiché la MiTo nasce in un periodo dove la ricerca stilistica dei fanali delle automobili porta a forme sempre più complesse e geometricamente indefinite (motivo principale di questa tendenza stilistica è l'inizio dell'utilizzo del policarbonato al posto del classico vetro, questo permette non solo trasparenze maggiori, ma anche la possibilità di produrre forme più complesse). La tecnologia di illuminazione posteriore è a LED con al centro il gruppo frecce (anch'esso ripreso dalla 8C), mentre il fanale della retromarcia è posto sotto il paraurti posteriore (come sulla Fiat Grande Punto).
Sia i gruppi ottici anteriori che posteriori sono caratterizzati da una cornice, che può avere trattamenti di rivestimento e colori di vario tipo (sostituibili a piacere, per sottolineare l'idea di personalizzazione della MiTo), che insieme alla mascherina anteriore molto grande sono forti elementi caratterizzanti la vettura stessa. Un'altra testimonianza della ricerca stilistica e strutturale decisamente orientata verso la sportività è la particolarità delle portiere di essere prive di montanti, lasciando il finestrino laterale libero, come in una cabriolet.

## Caratteristiche tecniche
Sin dal 14 marzo 2008 sono stati dichiarati da parte della casa produttrice i dati tecnici ufficiali della piccola compatta di Arese: la vettura è dotata di 3 porte e 4 o 5 posti, la lunghezza è di 4,06 metri, l'altezza di 1,44 metri, la larghezza di 1,72 e il passo di 2,51 metri. Molta attenzione è stata data anche al reparto assetto, con sospensioni contrattive (configurate come MacPherson all'avantreno e ponte torcente al retrotreno) e il nuovo controllo di stabilità VDC che è di serie su tutta la gamma, oltre al nuovo dispositivo denominato Alfa DNA. A partire da dicembre 2009, sulla motorizzazione 1.4 Multiair da 170 CV, disponibile unicamente in allestimento "Quadrifoglio Verde", sono disponibili le sospensioni a controllo elettronico "Dynamic Suspension" progettate da Magneti Marelli. Queste sono integrate con gli altri dispositivi elettronici quali il VDC e l'Alfa DNA.

### Le modifiche alla piattaforma Small

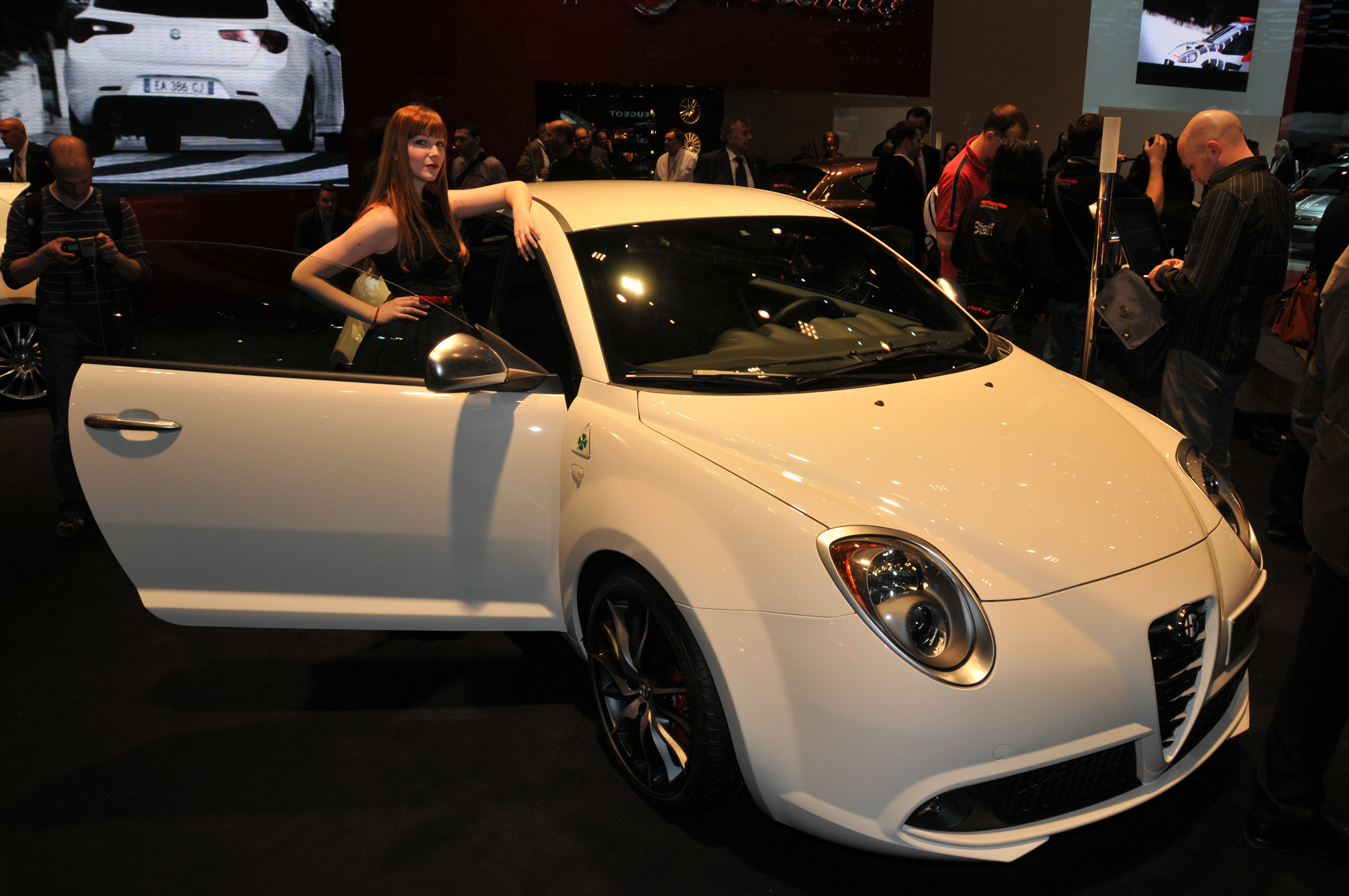
Le portiere prive di profili superiori

Per la realizzazione di questa vettura il pianale FGA Small è stato aggiornato al fine di ridurre il peso della carcassa e migliorare la predisposizione dello stesso a un nuovo sistema sospensivo. Sebbene siano stati applicati rilevanti interventi all'architettura della vettura le modifiche dimensionali al sotto-scocca rimangono trascurabili, la vettura risulta 30 mm più lunga della sorella Punto e il passo rimane identico. Le modifiche più rilevanti avvengono sulla carcassa vera e propria della vettura che viene realizzata con il 16% di nuovi materiali, in particolare acciai alto-resistenziali (HSS), che si traduce in una riduzione del peso del 9%.

### Alfa DNA
Con la Mito esordisce una tecnologia inedita, senza precedenti in vetture di queste dimensioni: il sistema Alfa Romeo DNA, attivabile tramite un manettino posto sulla plancia centrale. Questo sistema consente di impostare 3 livelli di taratura per freni, sterzo, cambio (se di tipo automatico TCT), gestione motore e soglie di intervento dei controlli elettronici ABS e VDC (sigla con cui Alfa Romeo identifica l'ESP), scegliendo fra una modalità sportiva (denominata Dynamic), normale (Normal o Natural a seconda della versione) e fondi a bassa aderenza (All Weather: ogni situazione climatica). Nel modello Quadrifoglio Verde da 170 cavalli (rinominato Veloce dal 2016), diversamente dagli altri modelli, il DNA è in grado di modificare anche la risposta delle sospensioni.

### Motorizzazioni
La vettura è dotata di due motorizzazioni benzina aspirate con distribuzione a 16V e due 1.4 sovralimentate, 2 turbodiesel della famiglia Multijet e un motore T-Jet alimentato a gas. La motorizzazione Fire 1,4 litri 16V da 78 cavalli è stata creata tramite un blocco alla centralina; questo per andare incontro alle leggi per i neopatentati che sarebbero dovute entrare in vigore dal 2010. Il 1.4 TB (Turbo Benzina) nella versione da 155 cavalli è lo stesso della Abarth Grande Punto e, come la sorella Abarth, dispone della funzione di overboost, grazie alla quale la coppia massima passa da 206 N·m a 230 N·m e scende da 5000 giri/min a 3000 giri/min. Da fine 2008 è disponibile in Italia anche la versione depotenziata a 120 cavalli che garantisce dei costi di esercizio leggermente minori rispetto alla 155 cavalli.

Alla fine del 2009 sono entrate in listino altre due nuove unità, fra le quali i nuovi motori benzina Multiair (prima auto del gruppo Fiat a montarli) 1.4 16V aspirato da 105 cavalli e turbocompresso da 135 cavalli in grado di ridurre del 10% le emissioni nocive e di circa il 10% i consumi, mentre la risposta a basso regime migliora dal 20 al 35%; nel dicembre 2009 è stato introdotto l'allestimento Quadrifoglio Verde disponibile con la motorizzazione la 1.4 turbo benzina MultiAir da 170 CV. Dal 2010 il motore 1.4 MultiAir Turbo da 135 cavalli è disponibile anche accoppiato al cambio robotizzato doppia frizione.

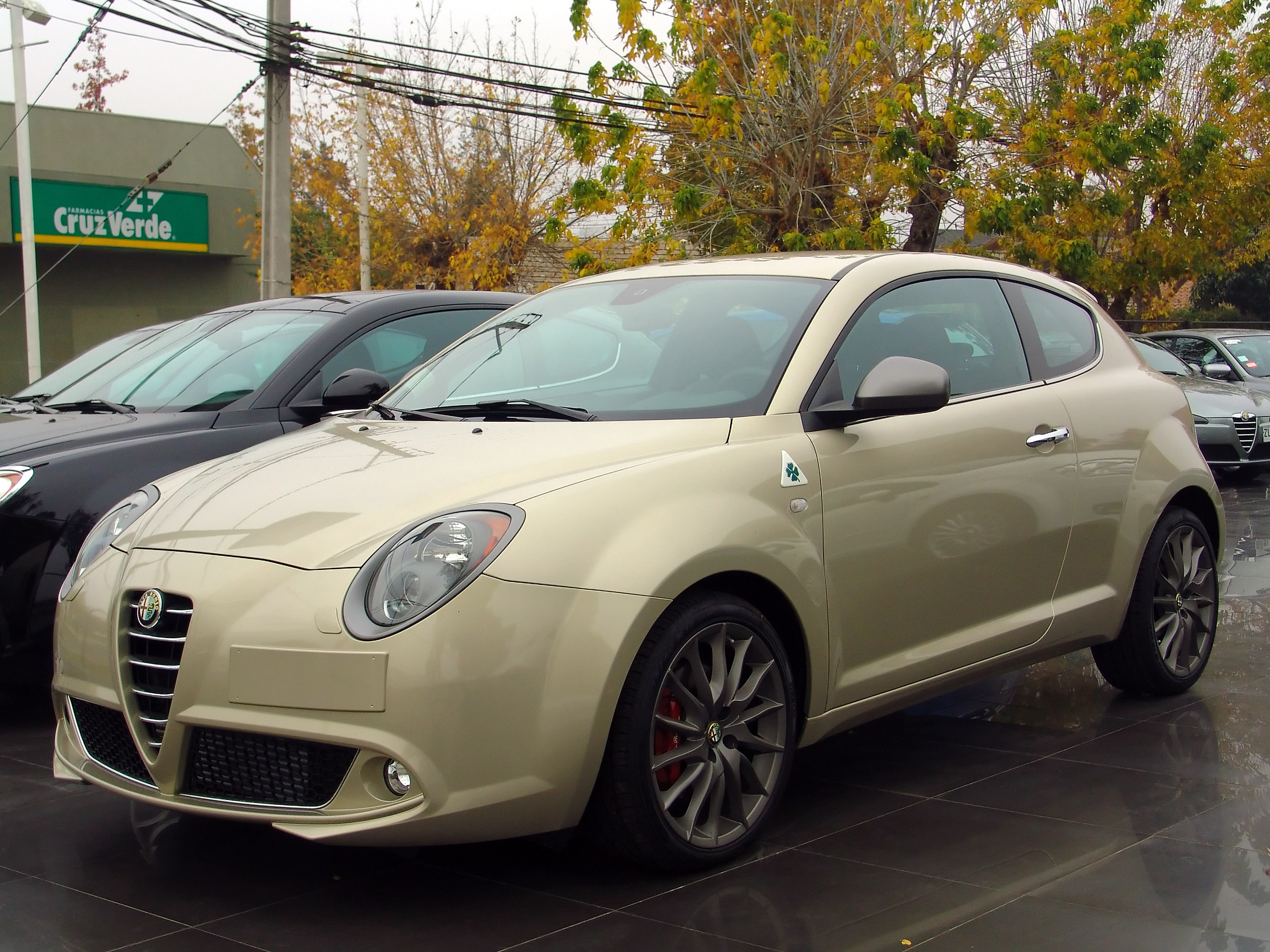
Alfa Romeo MiTo QV (Quadrifoglio Verde)

La gamma di propulsori alimentati a gasolio è composta dal compatto 1.3 JTDm 16V da 90 cavalli Euro 4 abbinato al filtro attivo antiparticolato e a un cambio manuale a 6 rapporti ed è in grado di emettere 119 grammi di anidride carbonica al km. Accanto al 1.3 è stato affiancato il più grande 1.6 JTDm con 120 cavalli omologato Euro 5 grazie al filtro DPF di serie che garantisce prestazioni più sportive rispetto al 90 cavalli e costi di esercizio ridotti. A novembre 2009 ha esordito anche la 1.3 diesel 95 cavalli con iniezione common rail di terza generazione JTDm-2 che permette di eseguire fino a otto iniezioni di diesel per ciclo riducendo ulteriormente i consumi e le emissioni di anidride carbonica fino a 112 g/km, rientrando così nelle restrittive norme Euro 5.
Nell'ottobre del 2009 l'Alfa Romeo ha posto in vendita la MiTo Turbo GPL equipaggiata con il motore 1.4 T-jet da 120 cavalli in grado di funzionare sia a benzina che a gas; la bombola del GPL di tipo toroidale è stata collocata nel pianale posteriore al posto della ruota di scorta. L'impianto realizzato in collaborazione con la Landi Renzo è stato omologato dall'Alfa Romeo in modo da ottenere il massimo dei contributi governativi in vigore durante il 2009 grazie alle emissioni contenute in 131 grammi al km di CO2. Le prestazioni dichiarate parlano di scatto da 0 a 100 km/h rilevato in 8,8 secondi e di velocità massima pari a 198 km/h.

## Evoluzione

### Restyling 2013

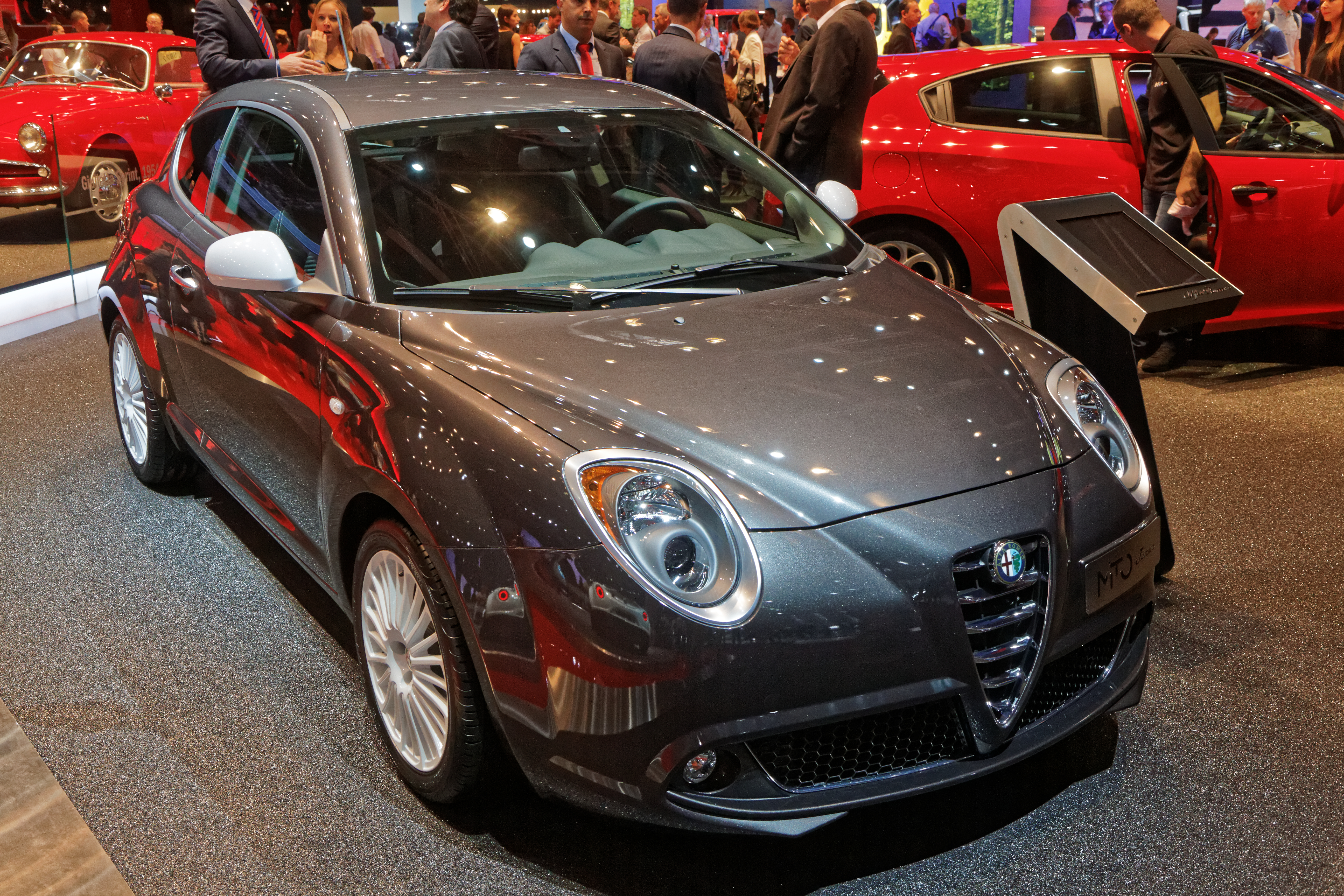
MiTo Sprint Restyling 2013

Nel maggio 2013 viene presentato un leggero restyling estetico. Per prima cosa la cornice dello scudetto Alfa è circondata da una cromatura e debuttano di serie per tutta la gamma i gruppi ottici bruniti, finora disponibili solo sulle Quadrifoglio Verde.
Gli interni subiscono leggere modifiche, con l'arrivo di nuovi rivestimenti per i sedili e pannelli porta, nuovi colori per la plancia e consolle nera. Debutta inoltre il sistema multimediale Uconnect, con uno schermo tattile da 5 pollici. È disponibile sia solo come autoradio che con navigatore satellitare.
In ambito motoristico, debutta il nuovo 0.9 TwinAir da 105 CV omologato Euro 6 che sostituisce i motori 1.4 MultiAir da 105 CV e il TwinAir da 86 CV, mentre il 1.3 JTDm da 85 CV, presente già dal 2012, prende il posto della versione da 95 CV.

### Restyling 2016

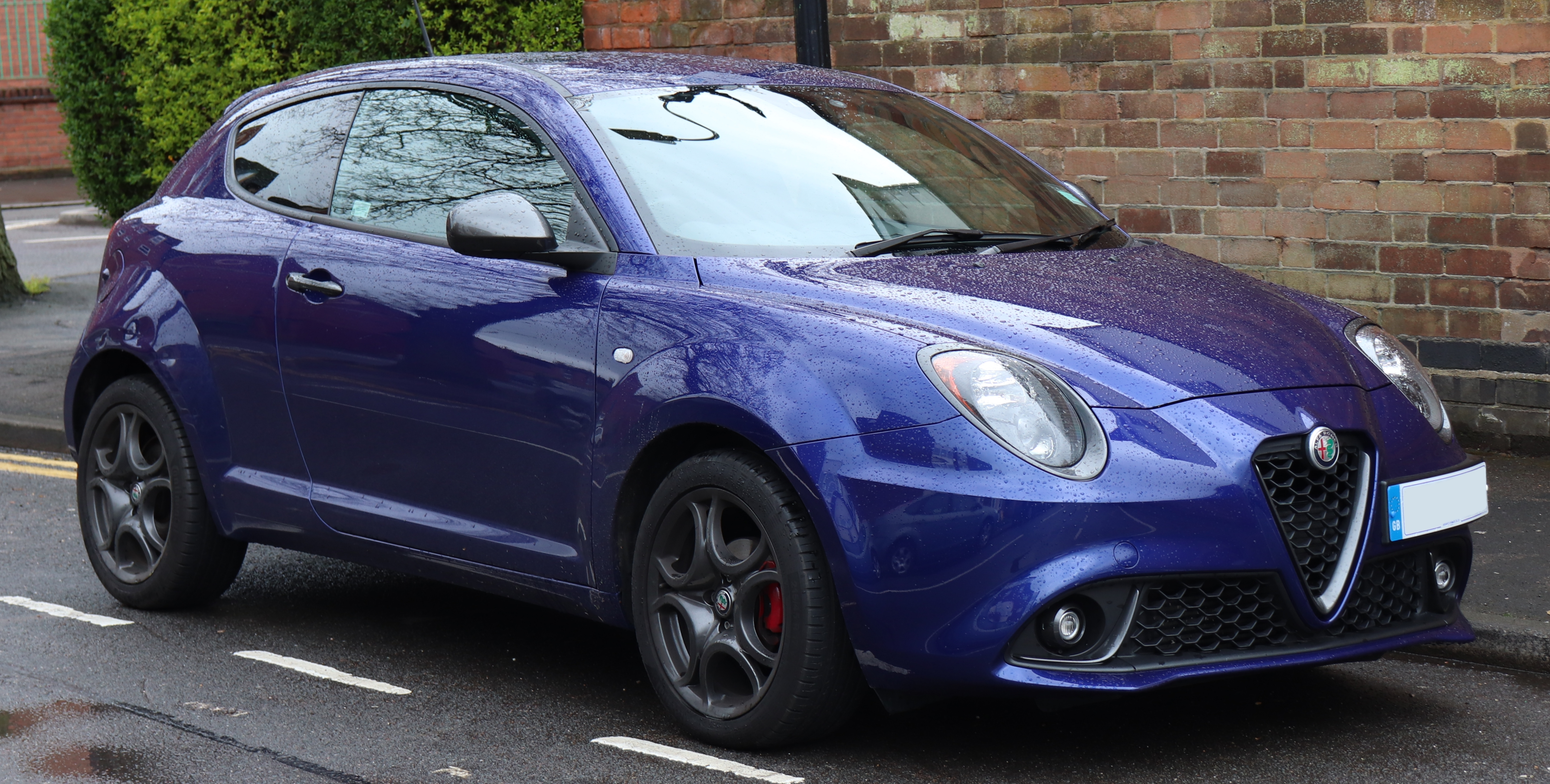
Un'Alfa Romeo MiTo dopo il restyling del 2016

A marzo 2016 viene presentato al Salone di Ginevra un nuovo restyling, più importante che a livello estetico si rifà alla Giulia. Gli aggiornamenti si concentrano sul ridisegnato scudetto frontale, sul paraurti anteriore lievemente modificato (nuove, e di dimensioni maggiori, le prese d'aria come i fendinebbia), sui nuovi loghi Alfa Romeo e sulla scritta posteriore realizzata con gli stessi caratteri usati dalla nuova Giulia. Vengono aggiornati anche gli allestimenti della MiTo; la versione Quadrifoglio Verde esce dal listino e viene rinominata Veloce mentre gli altri allestimenti prendono il nome di base e Super, come sulla nuova ammiraglia di casa, cui il restyling della MiTo si uniforma esteticamente.
I motori vedono l'addio del 1.4 8V da 70 CV per quanto riguarda i propulsori a benzina e del 1.6 Multijet per i propulsori a gasolio. Sempre per quanto riguarda i propulsori a gasolio, il 1.3 Multijet da 85 CV già fuori listino da alcuni mesi viene sostituito da un nuovo 1.3 Multijet con potenze di 90 CV (per i neopatentati) o 95 CV.

### Model Year 2018
Nel marzo 2018 si ha un aggiornamento nella gamma MiTo, con il nuovo allestimento Urban che diventa l'unico disponibile (fatta eccezione per la MiTo Veloce) in sostituzione degli allestimenti base e Super. L'allestimento Urban, dal punto di vista degli equipaggiamenti, si può considerare intermedio tra i vecchi allestimenti base e Super. Anche sul fronte motori si ha una riduzione delle versioni. Rimangono disponibili i motori 1.4 8V a benzina da 78 CV, il 1.4 Turbo GPL da 120 CV, oltre al 1.3 turbodiesel da 90 (per neopatentati) o 95 CV, il Multiair da 140 e 170 CV (quest ultimo disponibile nel solo allestimento Veloce). Il 1.4 8V a benzina e il 1.3 turbodiesel sono equipaggiati con un cambio manuale a 5 rapporti come il 1.4 Turbo GPL; infine, i 1.4 Multiair da 140 e 170 CV sono abbinati al cambio doppia frizione TCT a 6 rapporti. Scompare dalla gamma italiana, il bicilindrico TwinAir 0.9 da 105 Cv con cambio manuale a 6 marce; all'estero, invece, questo motore resta a listino.

## Riepilogo versioni
| Modello                         | Disponibilità                                   | Motore                           | Cilindrata cm³ | Potenza                        | Coppia max              | Emissioni CO2 (g/km) | 0–100 km/h (secondi) | Velocità max (km/h) | Consumo medio (km/l) |
| 1.4 8V 70                       | dal novembre 2011 al marzo 2016                 | 4 cilindri in linea, benzina     | 1.368          | 51 kW (70 CV) @6.000 giri/min  | 120 N·m @4.750 giri/min | 134                  | 14,0                 | 160                 | 17,2                 |
| 1.4 8V 78 S&S                   | dal marzo 2011                                  | 4 cilindri in linea, benzina     | 1.368          | 57 kW (78 CV) @6.000 giri/min  | 115 N·m @3.000 giri/min | 130                  | 13,0                 | 165                 | 17,9                 |
| 1.4 16V 78                      | dal debutto al marzo 2011                       | 4 cilindri in linea, benzina     | 1.368          | 58 kW (79 CV) @6.000 giri/min  | 120 N·m @4.750 giri/min | 138                  | 13,0                 | 165                 | 16,9                 |
| 1.4 MultiAir 16V 105            | da settembre 2009 a maggio 2013                 | 4 cilindri in linea, benzina     | 1.368          | 77 kW (105 CV) @6.500 giri/min | 130 N·m @4.000 giri/min | 136                  | 10,7                 | 187                 | 17,2                 |
| 0.9 TwinAir Turbo 8V* SGE 85    | da settembre 2012 a maggio 2013                 | 2 cilindri in linea, benzina     | 875            | 85 CV @5.500 giri/min          | 145 N·m @1.900 giri/min | 98                   | 11                   | 173                 | 25                   |
| 0.9 TwinAir Turbo 8V* SGE 105   | da maggio 2013 a febbraio 2018                  | 2 cilindri in linea, benzina     | 875            | 105 CV @5.750 giri/min         | 145 N·m @2.000 giri/min | 99                   | 11,4                 | 184                 | 23,8                 |
| 1.4 Turbo 16V 120               | da fine 2008 a settembre 2009                   | 4 cilindri in linea, benzina     | 1.368          | 88 kW (120 CV)                 | 206 N·m @1.750 giri/min | 145                  | 8,8                  | 198                 | 16,4                 |
| 1.4 Turbo GPL 16V 120           | da fine 2009                                    | 4 cilindri in linea, benzina-GPL | 1.368          | 88 kW (120 CV)                 | 206 N·m @1.750 giri/min | 131                  | 8,8                  | 198                 | 12,3                 |
| 1.4 MultiAir Turbo 16V 135      | da settembre 2009 a giugno 2016                 | 4 cilindri in linea, benzina     | 1.368          | 99 kW (135 CV)                 | 206 N·m @1.750 giri/min | 129                  | 8,4                  | 207                 | 17,9                 |
| 1.4 MultiAir Turbo 16V 135 TCT  | da maggio 2010 a giugno 2016                    | 4 cilindri in linea, benzina     | 1.368          | 99 kW (135 CV)                 | 230 N·m @1.750 giri/min | 126                  | 8,2                  | 207                 | 18,2                 |
| 1.4 Turbo 16V 155               | dal debutto fino a novembre 2009                | 4 cilindri in linea, benzina     | 1.368          | 114 kW (155 CV)                | 230 N·m @3.000 giri/min | 153                  | 8,0                  | 215                 | 15,4                 |
| QV - 1.4 Multiair Turbo 16V 170 | dal novembre 2009                               | 4 cilindri in linea, benzina     | 1.368          | 127 kW (170 CV)                | 250 N·m @2.500 giri/min | 139                  | 7,3                  | 219                 | 16,7                 |
| 1.3 MultiJet 16V 85 S&S         | dal 2012                                        | 4 cilindri in linea, Diesel      | 1.248          | 62 kW (84 CV)                  | 200 N·m @1.500 giri/min | 90                   | 13                   | 172                 | 28,6                 |
| 1.3 JTDm 16V 90                 | da fine 2008 a novembre 2009 e da giugno 2016   | 4 cilindri in linea, Diesel      | 1.248          | 66 kW (90 CV)                  | 200 N·m @1.750 giri/min | 119                  | 11,8                 | 178                 | 22,2                 |
| 1.3 JTDm-2 16V 95               | da novembre 2009 a maggio 2013 e da giugno 2016 | 4 cilindri in linea, Diesel      | 1.248          | 69 kW (95 CV)                  | 200 N·m @1.500 giri/min | 112                  | 11,6                 | 180                 | 23,3                 |
| 1.6 JTDm 16V 120                | dal debutto a giugno 2016                       | 4 cilindri in linea, Diesel      | 1.598          | 88 kW (120 CV)                 | 320 N·m @1.750 giri/min | 126                  | 9,9                  | 198                 | 20,8                 |

* 4 valvole per cilindro (i cilindri sono solo 2)

## Versioni speciali

### Il prototipo MiTo GTA

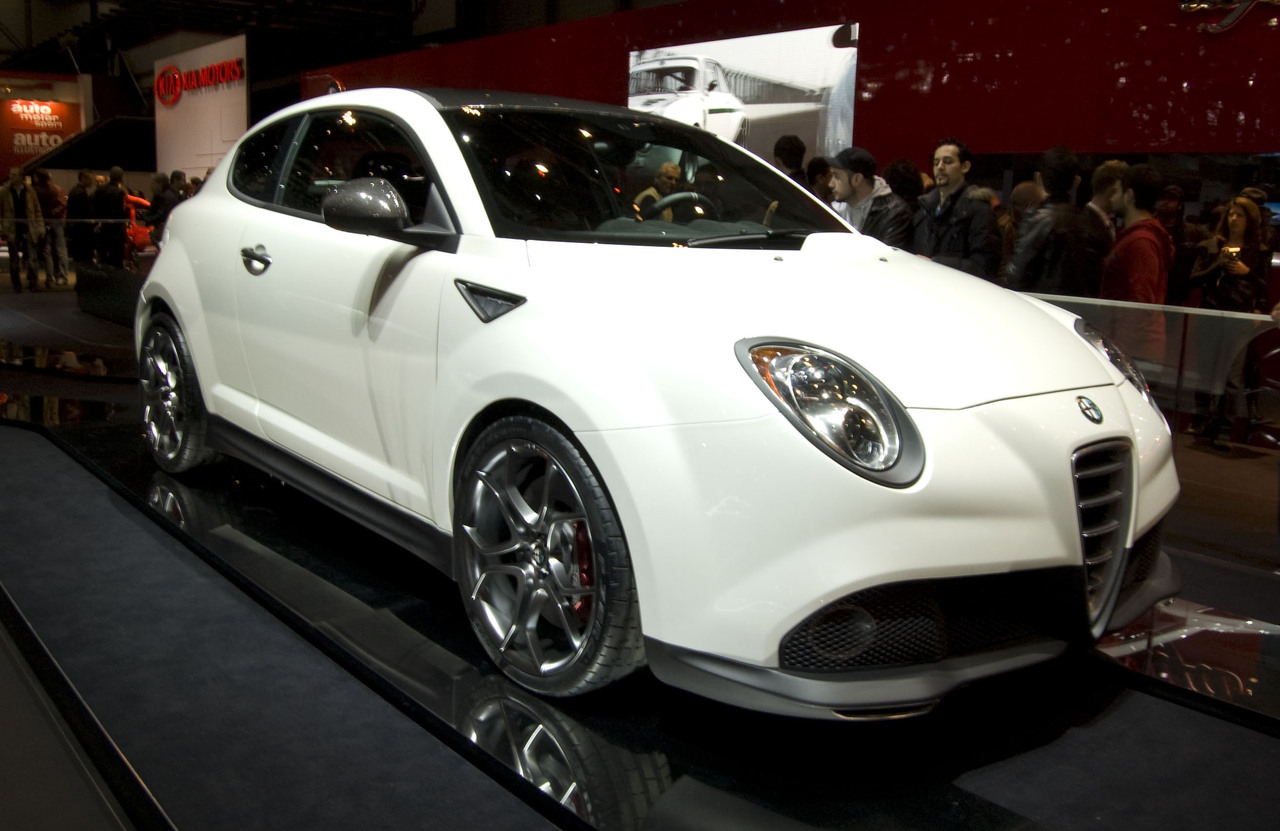
Il concept Alfa Romeo MiTo GTA presentato a Ginevra

Al salone internazionale dell'auto di Ginevra del 2009, l'Alfa Romeo ha presentato un concept della futura versione GTA (Gran Turismo Alleggerita). Si tratta di una vettura pensata per le competizioni, omologata per due persone, il cui spazio posteriore è stato svuotato allo scopo di alleggerire il veicolo. Dotata di sedili racing e di un sottoscocca carenato, la "MiTo GTA" è mossa da un propulsore quadricilindrico in linea di 1.742 cm³ a iniezione diretta e doppio variatore di fase continuo, per il quale viene dichiarata una potenza di 240 cavalli. L'assetto sportivo della vettura è stato rivisto mediante l'abbassamento di 20 mm del baricentro, l'adozione di sospensioni attive con bracci in alluminio e sistema Sky-Hook, oltre all'inserimento di vari elementi aerodinamici in fibra di carbonio.
Le novità stilistiche sono molteplici, sia negli interni che negli esterni. Il frontale è fortemente caratterizzato dall'ampia presa d'aria inferiore, tagliata dallo scudetto, il quale, a differenza della versione di serie, ha un disegno molto più appuntito interamente incorniciato da un profilo cromato e non ingloba il logo della casa produttrice che invece è posto sul cofano. La vettura viene presentata insieme a una pietra miliare dell'automobilismo sportivo, una Giulia GTA 1.300 Junior; proprio dalla famiglia "Giulia" (in particolare dalla Giulia Tubolare Zagato) e dalle altre Alfa del passato vengono presi anche alcuni particolari stilistici e aerodinamici, come l'alettone frontale ai piedi del parabrezza dal lato del guidatore.
Il modello presentato al salone era dotato di cerchi in lega da 19" con un inedito disegno di impronta sportiva. La fiancata presenta un profilo molto fedele al modello originale, mantenendo quindi i grandi passaruota bombati, accentuati dalle minigonne; il frontale è caratterizzato invece da un inedito foro anteriore per l'aria, ispirato a quello della 8C. Nel posteriore sono ben visibili gli scarichi inglobati nell'estrattore dell'aria, che, a differenza della MiTo di serie, sono accoppiati al centro e quindi facente parte del paraurti. Il silenziatore degli scarichi e la posizione dello stesso sono stati modificati al fine di non andare a intaccare la funzione dell'estrattore.
La concept car presentata al salone era di colore bianco perlaceo con particolari (cornice fari e specchietti) nero opaco, come il tettuccio. Gli interni sono determinati da un ambiente in linea con la sportività della vettura. Il volante è inedito a 3 razze, prevalgono profili determinati da linee in forte contrasto cromatico con l'abitacolo. L'eleganza mescolata alla sportività che caratterizza la vettura di serie viene abbandonata e viene adottata un'espressione puramente sportiva, pur mantenendo lo stesso disegno, i materiali e soprattutto i particolari differiscono notevolmente. I colori che caratterizzano l'abitacolo sono il grigio chiaro e il rosso, distribuiti con linee dinamiche e sottili su una plancia grigio scuro con inserti in tessuto grigi, le bocchette dell'aria, i sedili e altri particolari della plancia, dei comandi e del cruscotto sono stati completamente ridisegnati.

### MiTo Veloce
Al salone dell'auto di Amsterdam (AutoRAI) nel marzo 2009 L'Alfa Romeo presenta la MiTo Veloce, dotata di una versione da 180 cavalli del 1.4 T-Jet e un allestimento particolarmente sportivo. La vettura è stata presentata in colore rosso con elementi bianchi, ed è stimata un'accelerazione da 0-100 è di circa 7,5 secondi. La MiTo Veloce è destinata solo al mercato olandese in edizione limitata.
Un'ulteriore versione della MiTo Veloce è stata presentata nel 2016 al Salone dell'automobile di Ginevra, e messa in commercio in tutti i paesi in sostituzione della MiTo Quadrifoglio Verde. La casa di Arese ha infatti deciso, con la presentazione della Giulia Quadrifoglio, di associare quest'ultimo termine alle sole versioni più esclusive delle nuove Alfa. La MiTo Veloce conserva tutte le caratteristiche meccaniche e tecniche della QV, con il motore 1,4 litri turbo da 170 CV dotato di trasmissione automatica TCT già in uso sulla precedente QV. Le principali differenze da quest'ultima si concentrano nell'estetica che presenta l'inedito scudetto Alfa dotato di una nuova griglia anteriore a nido d'ape simile a quella della Giulia, di un nuovo logo nei cerchi in lega da 18 pollici e nei sedili anteriori più sportivi.

### Alfa MiTo "for Maserati"
Nel 2010 Fiat ha fornito a cento concessionari ufficiali Maserati in Europa cento esemplari di Alfa Mito in allestimento Quadrifoglio Verde con motore 1.4 Multiair da 170 CV, per essere utilizzate dalla clientela Maserati come auto di cortesia. Questa versione non era disponibile per la vendita e non è mai entrata in listino, non potendo dunque essere acquistata dai privati. La sua particolarità era data dalla vernice Blu Oceano, utilizzata da Maserati e anche da uno dei due esemplari esistenti in blu di Alfa 8C Competizione. Inoltre era dotata di interni in pelle Frau, fari allo xenon, sospensioni anteriori a controllo elettronico e speciali targhette in alluminio su battitacco e consolle centrale recanti la scritta "Alfa Romeo for Maserati".

### MiTo SBK

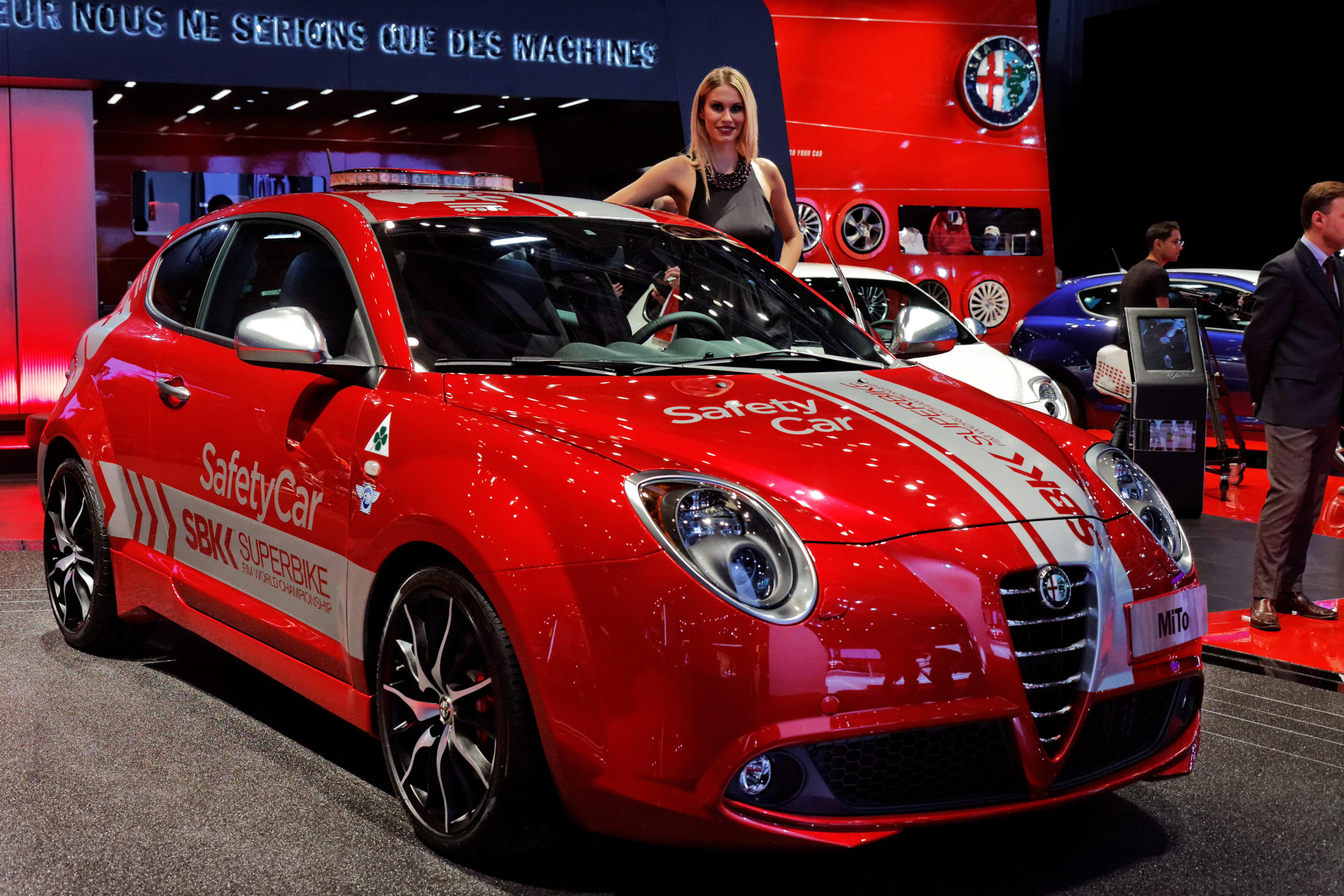
L'Alfa Romeo MiTo QV SBK Safety Car per il Campionato mondiale Superbike 2013 insieme alla Alfa Romeo 4C

La vettura è stata utilizzata, nella sua versione Quadrifoglio Verde, come safety car nel mondiale Superbike dal 2011 al 2016. In ossequio a questa cooperazione, a inizio 2013 Alfa Romeo lancia due serie speciali della sua Mito: la Mito SBK Limited Edition e la Mito Quadrifoglio Verde SBK Limited Edition, entrambe dotate di estetica dedicata.

## Riconoscimenti
- Auto Europa 2009[36]